# André Campra

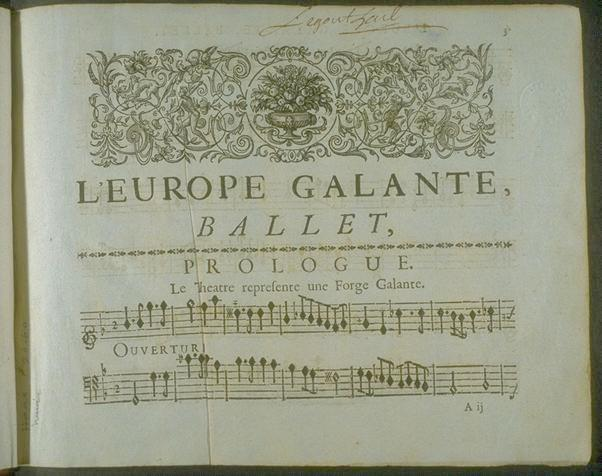
Campra, A. L'Europe Galante (1698)

André Campra (4. prosince 1660, Aix-en-Provence – 29. června 1744, Versailles) byl francouzský skladatel a dirigent.

## Život
Jeho dílo časově spadá mezi Lullyho (Jean-Baptiste Lully, 1632–1687) a Rameaua (Jean-Philippe Rameau, 1683–1764). Campra se významně podílel na obrodě francouzské opery.
André Campra získal hudební a duchovní vzdělání pobytem a studiem v katedrále Saint-Sauveur v Aix-en-Provence, kde se v roce 1678 stal knězem. Mezi léty 1694 a 1700 byl maître de musique (hudební ředitel) v katedrále Notre Dame v Paříži poté, co působil na obdobných postech v Toulonu, Arles a Toulouse.
Od roku 1697 Campra směřuje svoje dílo k divadlu. V této době byl princem z Conti angažován jako maître de musique a později v roce 1730 se stal ředitelem Opery. Svým opusem L'Europe galante se zařadil mezi největší šiřitele hudebního žánru zvaného comédie-ballet, který byl založen Pascalem Colassem v jeho Ballet des saisons.
Po smrti Ludvíka XIV. Campra pracoval v Královské hudební akademii (Académie royale de musique) a královské kapli ve Versailles.
Počínaje rokem 1720 se vrátil ke svému duchovnímu životu a věnoval svůj čas duchovní hudbě. Zemřel ve věku 83 let.

## Dílo

### Světské dílo
Mezi nejvýznamnější Camprova světská díla patří:
- L’Europe galante (1697)
- Hésione (1700)
- Tancrède (1702) (plný text)
- Les Fêtes vénitiennes (1710)
- Idoménée (1712)
- Énée et Didon (1714)

### Duchovní dílo
- Tři knihy kantát (1708, 1714 a 1728)
- Nisi Dominus (1722)
- Rekviem (po roce 1723)
- Moteta pro královskou kapli (1723–1741)